# Amer Gojak
Amer Gojak (Sarajevo, Bosnia, 13 de febrero de 1997) es un futbolista bosnio que juega de centrocampista en el H. N. K. Rijeka de la Primera Liga de Croacia.

## Selección
| Selección           | Año       | PJ | Goles |
| ------------------- | --------- | -- | ----- |
| Selección sub-17    | 2014      | 6  | 4     |
| Selección sub-21    | 2015-     | 19 | 4     |
| Selección sub-19    | 2015-2016 | 9  | 1     |
| Selección de Bosnia | 2018-     | 33 | 4     |

## Clubes
| Club                   | País    | Año       | Partidos | Goles |
| ---------------------- | ------- | --------- | -------- | ----- |
| Olimpik Sarajevo       | Bosnia  | 2013-2015 | 22       | 4     |
| G. N. K. Dinamo Zagreb | Croacia | 2015-2022 | 207      | 21    |
| Torino F. C. (cedido)  | Italia  | 2020-2021 | 17       | 1     |
| Ferencváros T. C.      | Hungría | 2022-2024 | 38       | 3     |
| H. N. K. Rijeka        | Croacia | 2024-     | 34       | 0     |

## Palmarés

### Títulos nacionales
| Título               | Club                   | País    | Año  |
| -------------------- | ---------------------- | ------- | ---- |
| Prva HNL             | G. N. K. Dinamo Zagreb | Croacia | 2015 |
| Copa de Croacia      | G. N. K. Dinamo Zagreb | Croacia | 2015 |
| Prva HNL             | G. N. K. Dinamo Zagreb | Croacia | 2016 |
| Copa de Croacia      | G. N. K. Dinamo Zagreb | Croacia | 2016 |
| Prva HNL             | G. N. K. Dinamo Zagreb | Croacia | 2018 |
| Copa de Croacia      | G. N. K. Dinamo Zagreb | Croacia | 2018 |
| Prva HNL             | G. N. K. Dinamo Zagreb | Croacia | 2019 |
| Supercopa de Croacia | G. N. K. Dinamo Zagreb | Croacia | 2019 |
| Prva HNL             | G. N. K. Dinamo Zagreb | Croacia | 2020 |
| Prva HNL             | G. N. K. Dinamo Zagreb | Croacia | 2022 |
| Supercopa de Croacia | G. N. K. Dinamo Zagreb | Croacia | 2022 |
| Nemzeti Bajnokság I  | Ferencváros T. C.      | Hungría | 2023 |
| Nemzeti Bajnokság I  | Ferencváros T. C.      | Hungría | 2024 |
| Prva HNL             | H. N. K. Rijeka        | Croacia | 2025 |
| Copa de Croacia      | H. N. K. Rijeka        | Croacia | 2025 |